# Roemeria hybrida
Roemeria hybrida är en vallmoväxtart. Roemeria hybrida ingår i släktet Roemeria och familjen vallmoväxter.
Blomman är djupt lila till färgen.

## Underarter
Arten delas in i följande underarter:
- R. h. dodecandra
- R. h. hybrida

## Bildgalleri

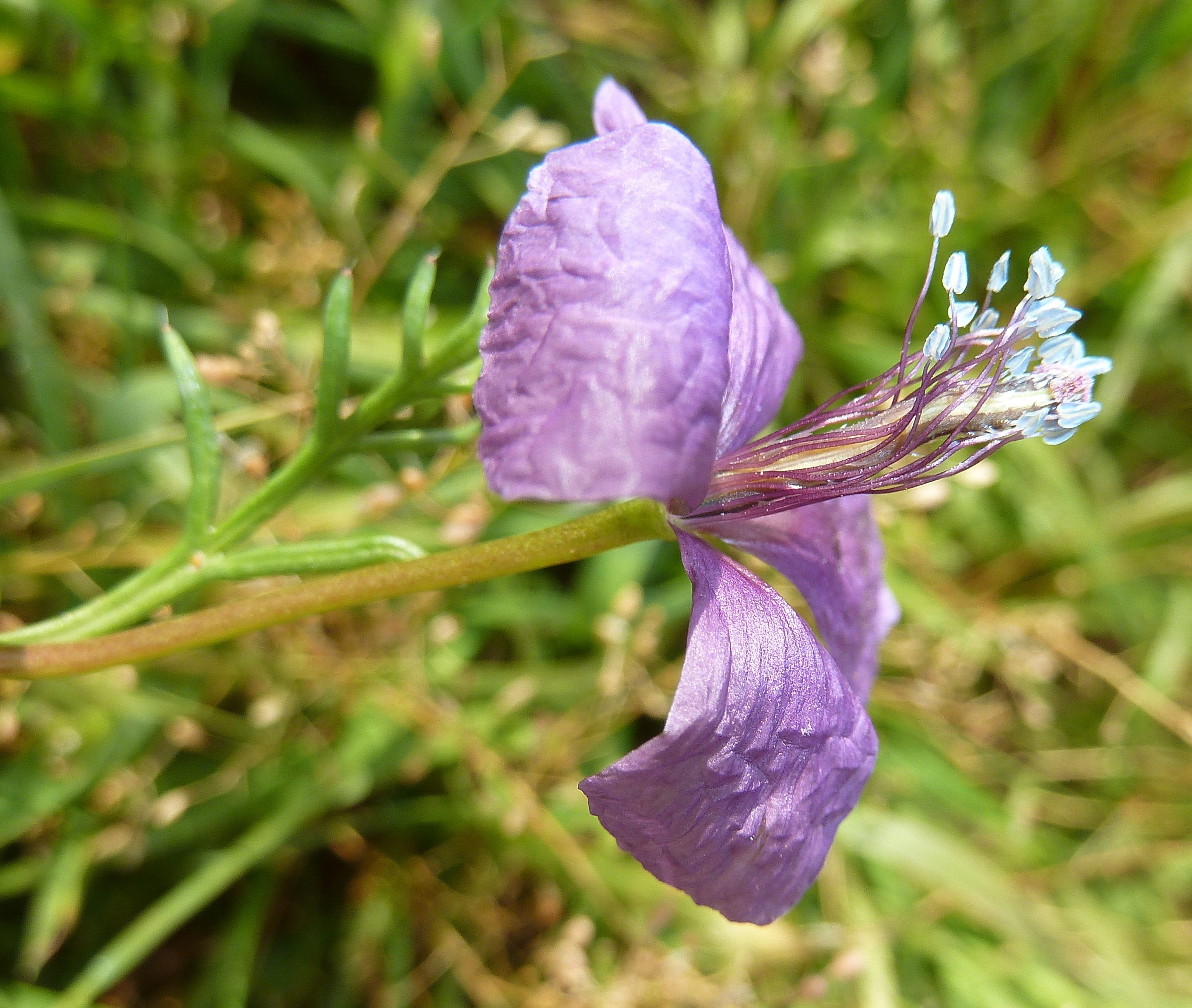
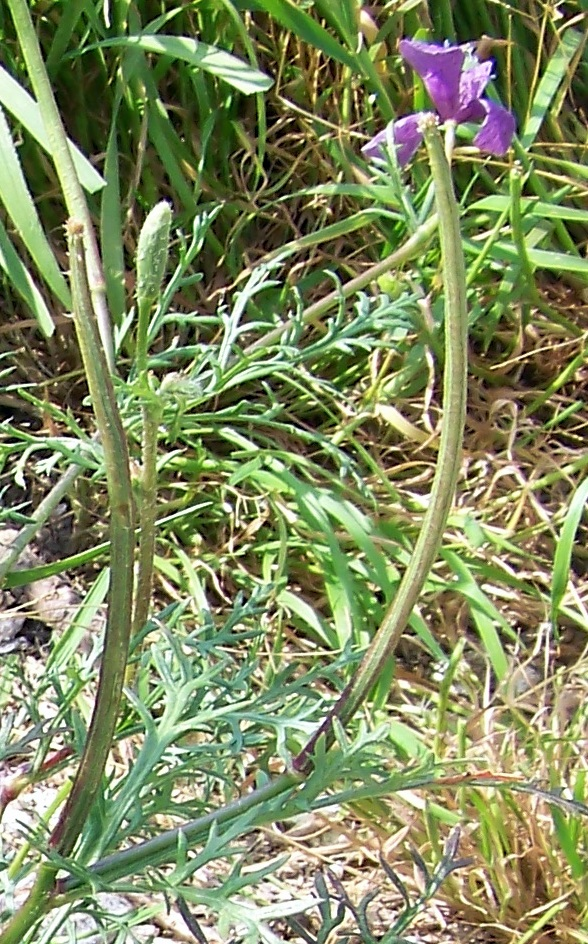
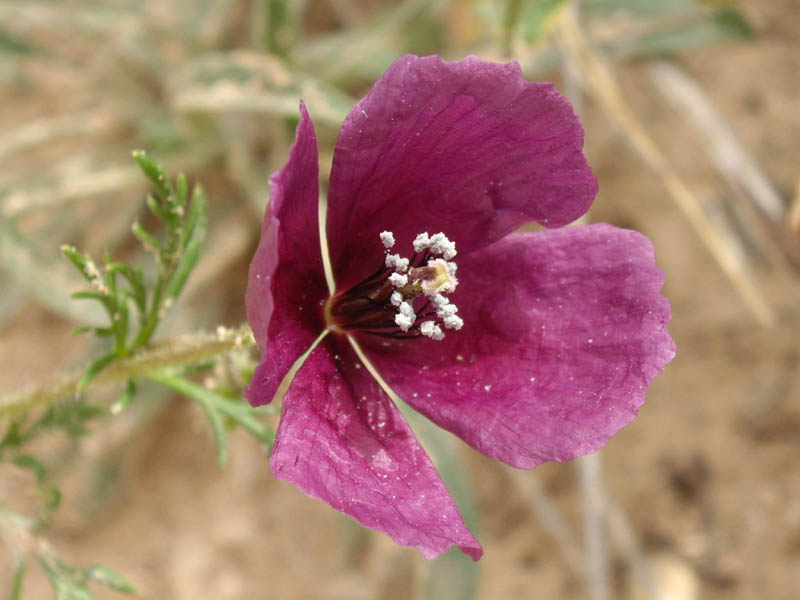